# Birds (canción de Imagine Dragons)
«Birds» (en español: «Aves») es una canción de la banda estadounidense de pop rock Imagine Dragons, escrita y compuesta por la agrupación y el productor Joel Little para su cuarto álbum de estudio, «Origins». Aunque no fue pensada para ser lanzada como sencillo, la canción se volvió uno de los temas favoritos del álbum entre los fans, siendo enviada a múltiples estaciones de radio en todo el mundo, por lo que, meses más tarde, fue relanzada el 20 de junio de 2019 por KIDinaKORNER e Interscope Records, como el quinto y último sencillo del álbum, acompañado de un Remix con la participación de la cantante italiana Elisa.

## Composición
«Birds» se centra en las relaciones personales que formamos a lo largo de nuestra vida, y como a veces, llegará el momento en el que tendremos de despedirnos o separarnos de los lazos que se han ido formado con la gente con la que uno se encuentra rodeado. Si bien la canción parece ser una alusión a la muerte, mantiene una reflexión sobre como los recuerdos van desvaneciéndose tras una separación gradual, utilizando una metáfora de aves migratorias; una parte natural de la vida.

## Video Musical
El video musical de la canción fue lanzado el 24 de junio de 2019, teniendo dos versiones diferentes: El primero, lanzado a nivel mundial, cuenta con la versión original de la canción, mientras que el segundo, lanzado exclusivamente en Italia, cuenta con la participación de la cantante Elisa.
El video, que también es clasificado como un cortometraje, cuenta la historia de una niña que desea heredar las habilidades de volar de su madre, sin embargo, ella es rechazada por todos los niños en la escuela, y, al intentar juntarse con un grupo de niñas de su edad, termina tropezándose con un balón, revelando su aspecto de ave y siendo la burla de sus compañeros de escuela. Por lo que, al llegar a su casa, su madre la consuela, y la lleva a dar un vuelo para poder reconfortar su tristeza. Pero esta vez la hija no vuela. Ella comienza a odiar su identidad de Pájaro, mientras sus compañeros de escuela se reían de ella por sus plumas y alas.
Al crecer, todavía se queda sola en la escuela y no tiene amigos. También se la muestra quitándose las plumas de la cara con odio. Sus compañeros de escuela la tachan de bicho raro y la depresión la golpea con fuerza. En su lucha por escapar de la realidad, pierde a su madre en un accidente cuando su madre sacrifica su vida para salvarla. Al final del video, ella acepta su identidad, aprendiendo a volar como las aves.

## Presentaciones en vivo
Imagine Dragons interpretó «Birds» por primera vez durante la Tyler Robinson Foundation Gala de forma acústica en 2019, en honor a dos personas cercanas y queridas de Dan Reynolds que habían fallecido ese mismo año. Posteriormente, fue interpretada de forma recurrente en algunas presentaciones de la banda a lo largo del 2019, incluyendo su show en Rock in Rio el 8 de octubre de 2019. Más tarde, fue agregada al repertorio de canciones del «Mercury World Tour», siendo interpretada en todos los conciertos de la gira.

## Lista de canciones
| Origins: Edición Deluxe |         |                 |          |  |
| N.º                     | Título  | Artista(s)      | Duración |  |
| 12.                     | «Birds» | Imagine Dragons | 3:39     |  |

| Birds (feat. Elisa): Descarga digital |                       |                       |          |  |
| N.º                                   | Título                | Artista(s)            | Duración |  |
| 1.                                    | «Birds» (feat. Elisa) | Imagine Dragons Elisa | 3:39     |  |
| 2.                                    | «Birds»               | Imagine Dragons       | 3:39     |  |

## Créditos
Adaptados del booklet de la edición «Deluxe» de «Origins».
Birds
- Interpretado por Imagine Dragons.
- Escrito por Dan Reynolds, Wayne Sermon, Ben McKee, Daniel Platzman, Joel Little.
- Publicado por Imagine Dragons Publishing (BMI) / Universal/KIDinaKORNER, Joel Little (APRA) - EMI Blackwood Music Inc. (BMI).
- Producido y Grabado por Joel Little en “Golden Age” (Los Ángeles, California).
- Grabación Adicional en “Ragged Insomnia Studio” (Las Vegas, Nevada).
- Mezclado por Serban Ghenea.
- Ingeniería de Mezcla por John Hanes.
- Mezclado en “MixStar Studios” (Virginia Beach, VA).
- Masterizado por Randy Merrill en “Sterling Sound” (Nueva York).

℗ 2018 KIDinaKORNER/Interscope Records
Imagine Dragons
- Dan Reynolds: Voz.
- Wayne Sermon: Guitarra.
- Ben McKee: Bajo.
- Daniel Platzman: Batería.

Músicos Adicionales
- Elisa: Voz (en «Birds (feat. Elisa)»).

## Listas de Popularidad
| Lista (2019)                                  | Máxima posición |
| --------------------------------------------- | --------------- |
| Bélgica (Flandes) (Ultratip Bubbling Under)   | 1               |
| Bélgica (Valonia) (Ultratop 50)               | 6               |
| Croacia (HRT)                                 | 67              |
| Francia (SNEP)                                | 49              |
| Italia (FIMI)                                 | 61              |
| Portugal (AFP)                                | 147             |
| Eslovaquia (Rádio Top 100)                    | 8               |
| Suiza (Schweizer Hitparade)                   | 30              |
| Estados Unidos (Hot Rock & Alternative Songs) | 27              |

## Certificaciones
| Región                                                                  | Certificación | Unidades certificadas / vendidas |
| ----------------------------------------------------------------------- | ------------- | -------------------------------- |
| Estados Unidos (RIAA)                                                   | Oro           | 500,000‡                         |
| Francia (SNEP)                                                          | Platino       | 200,000‡                         |
| Italia (FIMI)                                                           | Platino       | 70,000‡                          |
| ‡ Cifras de ventas en streaming basadas únicamente en la certificación. |               |                                  |